# 2133 Franceswright
2133 Franceswright è un asteroide della fascia principale. Scoperto nel 1976, presenta un'orbita caratterizzata da un semiasse maggiore pari a 2,4106104 UA e da un'eccentricità di 0,1838066, inclinata di 6,90823° rispetto all'eclittica.